# 隨心一聽
《隨心一聽》是由藤本樹擔任劇情、遠田負責作畫，於2022年7月4日在漫畫網站少年Jump+上發表的單篇日本漫畫。內容描述一名少年為了告白，把向愛慕對象表達心意的自彈自唱影片上傳到影片分享網站後，引發的一連串意想不到事件。

## 劇情
一名少年暗戀一位從過去初中到高中都就讀同間學校的少女，之後他把一段用吉他自彈自唱的情歌影片上傳到YouTube後，將影片網址交給那名少女，希望能得到答覆。之後少女拒絕少年的告白，並覺得對方在影片裡的模樣很滑稽，便分享給其他同學觀看，讓少年遭到大家的嘲笑。
少年感到灰心後，原本打算刪掉上傳的影片時，卻發現到觀看人數突然暴增，原來是在影片的某個時間點，出現了冒出幽靈的超自然現象，而被眾人大量分享。
該影片之後成為網路爆紅現象，不僅在YouTube上觀看人次達到4億，網路上還出現了「將這首歌倒著播放，會出現一段對於美國擁槍文化的批判」或是「把這首歌翻成西班牙文，會發現內容是在質疑神的存在」等各種自行過度解讀的言論，甚至連日本海外的美國總統都有跟風討論。
就在大家期待少年能夠上傳新作品時，少年索性弄了一段名叫「隨心一聽」的影片，不過這次從頭到尾只是普通的自彈自唱內容，在沒有任何話題性之下立刻遭到大家冷落。
隨後不久某一天，少年坐在電車上時，少女走到他身旁的位子坐下，將她手機播放的音樂分給少年聽，音樂的內容正是少年過去唱給她的情歌。少女表示著她發現到他之前在影片裡唱的情歌內容，是在描述過去初中裡，當時在美術課中她們一起互相畫對方素描的場合。得知少女了解到他的情歌背後含意後，少年羞澀低著頭與少女一起聽著他唱的歌曲。

## 發行
此漫畫是由藤本樹與過去連載《炎拳》期間的助手遠田合力完成，與藤本樹另一則短篇漫畫《再見繪梨》的單行本一同在2022年7月4日當天公開，並在集英社的漫畫網站少年Jump+上提供給讀者閱覽。
和藤本樹之前的《驀然回首》、《再見繪梨》等作品相同，小學館的海外品牌碧日出版社負責了此篇漫畫的英語版發行。

## 評價
娛樂網站RealSound的專欄認為這篇漫畫的標題，或許是代表著「隨心一讀」，藤本樹從過去創作的《炎拳》、到至今的《驀然回首》、《再見繪梨》等作品，都吸引不少漫畫評論家的興趣，這些當中或多或少會有過度的解讀，而身為讀者的我們所應做的事，或許就在這篇漫畫的最後一頁裡透露出答案。漫畫書資源網表示這篇作品有著藤本樹一貫的幽默感，並且似乎是對正在期待他發表《鏈鋸人》第2部的讀者們開的一個玩笑，而有時藝術家推出新作品會被眾人評為失敗的原因，只是因為不符合愛好者們自行先在腦海裡設想好的內容。另漫畫新聞網站Multiversity Comics覺得這部僅20頁的作品結合了浪漫、神祕、諷刺喜劇與文化評論等主題，如果把這個單篇漫畫當成是一種對於愛好者反應的看法，會有許多值得深入的地方。

## 外部連結
- 少年Jump+網站上的《隨心一聽》公開頁面